# Măsurarea audienței
Măsurarea audienței este o metodă de apreciere a numărului de oameni ce urmăresc, audiind sau vizionând ca ascultători sau telespectatori, stații de radio sau televiziune, respectiv emisiuni ale acestora. Tot prin măsurări de audiență se determină și traficul Web pe site-urile internet sau popularitatea (numărul de cititori) de care se bucură ziarele și revistele. Există metode de măsură ale audienței, cât și de interpretare a rezultatelor, diferite, de la țară la țară. Audiența are un rol însemnat în evaluarea reclamelor și în estimarea prețurilor pentru ofertele de reclamă ale canalelor de radio și televiziune.